# Olofstorps station
Olofstorps station var en järnvägsstation i Olofstorp längs Västergötland-Göteborgs Järnvägar. Stationen invigdes år 1900 och stängdes 1967 då Västgötabanan lades ner. På 1980-talet asfalterades banvallen till cykelbana. I stationshuset finns idag ett hembygdsmuséum.